# Erich Gritzbach
Erich Gritzbach, né le 12 juillet 1896 à Forst en Lusace, mort le 29 mars 1968, était un diplomate allemand et un chef de la SS. Gritzbach était connu principalement pour son rôle de conseiller et de "bras droit" d'Hermann Göring, dont il était également le biographe.

## Écrits
- Die Preisbildung im deutschen Werkzeugmaschinenbau, 1934. (Thèse)
- Hermann Göring. Werk und Mensch, 1938. (traductions : en anglais, Hermann Goering. The Man and his Work : en suédois : Hermann Göring. Verket og Mannen, et en français : Hermann Göring, l'Œuvre et l'Homme.
- Hermann Göring. Reden und Aufsätze, 1938.